# Alexandru IV Lăpușneanu
Pour les articles homonymes, voir Alexandru.
Alexandru IV Lăpușneanu fut prince de Moldavie de 1552 à 1561 et de 1564 à 1568. En principauté de Moldavie la monarchie était élective, comme en Pologne, Transylvanie et Valachie voisines, et le prince (voïvode, hospodar ou domnitor selon les époques et les sources) était élu par et parmi les boyards : pour être nommé, régner et se maintenir, il s'appuyait fréquemment sur les puissances voisines, habsbourgeoise, polonaise ou ottomane.

## Biographie
Fils illégitime de Bogdan III l'Aveugle et d'abord nommé Petru, Alexandru IV Lăpușneanu s'empare du trône en septembre 1552 après les troubles qui avaient suivi l'assassinat de Ștefan VI Rareș. Alexandru IV Lăpușneanu épouse Ruxandra, fille de Pierre IV Rareș. En décembre 1552 il prête serment de vassalité à la Pologne, mais s'efforce de vivre en bonne intelligence avec les Ottomans.
Le 18 septembre 1561, il est renversé par l'aventurier grec Ioannis Ier Vassilikos- Heraklidès, dit "le Despote". Après la chute de ce dernier et le règne éphémère de Ștefan VII Tomșa il revient au pouvoir en mars 1564 avec l'appui des Ottomans. Pendant son second règne, il se venge cruellement des boyards qui l'avaient trahi (arrêtés, tués, et leurs domaines confisqués).
Le 16 mars 1568, il cède le trône à son fils Bogdan IV Lăpușneanu, âgé de 13 ans, sous la régence de Ruxandra, pour se retirer dans un monastère où il se fait moine. Mais, au lieu d'une longue retraite religieuse, il meurt moins de deux mois plus tard, le 5 mai 1568. Selon certaines sources, il aurait été empoisonné « par précaution » par ses rivaux, ou peut-être par vengeance par des fidèles des boyards qu'il avait persécuté.
Alexandru IV Lăpusneanu et son épouse Ruxandra, décédée deux ans après lui, sont inhumés dans le monastère de Slatina fondé par eux en 1560.

## Union et descendance
De son union avec Ruxandra, morte le 21 novembre 1570 il laisse deux fils légitimes,
- Bogdan IV Lăpușneanu
- Stefan mort après 1606 en Russie.

De diverses liaisons il avait également plusieurs enfants illégitimes :
- Aaron le Tyran, prince de Moldavie,
- Pierre le Cosaque, prince de Moldavie,
- Ilie ou Iliaș, prince titulaire de Valachie en mars 1591 il fut le père de Alexandru IV Iliaș prince de Valachie et de Moldavie,
- Petru qui s'enfuit à Constantinople en 1569, prince prétendant de Moldavie en 1571 et 1578

## Sources
- Grigore Ureche Chronique de Moldavie. Depuis le milieu du XIVe siècle jusqu'à l'an 1594 Traduite et annoté par Emile Picot Ernest Leroux éditeur Paris 1878. Réédition Kessinger Legacy Reprints  (ISBN 9781167728846) p. 383-409 & 457-467.
- (ro) Constantin C. Giurescu & Dinu C. Giurescu, Istoria Românilor Volume II (1352-1606), Editura Ştiinţifică şi Enciclopedică, Bucureşti, 1976, p. 286-290 & 295-296.
- Jean Nouzille La Moldavie, Histoire tragique d'une région européenne, Ed. Bieler,  (ISBN 2-9520012-1-9).